# Pyrgocyphosoma pontremolense
Pyrgocyphosoma pontremolense är en mångfotingart som beskrevs av Karl Wilhelm Verhoeff 1936. Pyrgocyphosoma pontremolense ingår i släktet Pyrgocyphosoma och familjen knöldubbelfotingar. Inga underarter finns listade i Catalogue of Life.